# Tot ziens
Tot ziens è un film del 1995 diretto da Heddy Honigmann.
Ha vinto il Pardo per la miglior interpretazione femminile al Festival di Locarno 1995.